# León XIII (Costa Rica)
León XIII es el distrito número cuatro del cantón de Tibás, de la provincia de San José, en Costa Rica, fundado en el año 1994. Se ubica en el oeste del cantón y cuenta con una extensión territorial de 0,78 km².

## Toponimia
El nombre del distrito proviene en honor al Papa León XIII, su pontificado se desarrolló entre 1878 y 1903. 

## Historia
El 25 de marzo de 1994, el distrito de León XIII es segregado del distrito de Cinco Esquinas.

## Geografía
El distrito limita al norte con el cantón de Santo Domingo, al sur con el cantón de San José y al este con el distrito de Colima. 

## Organización territorial
El distrito de León XIII se conforma por las siguientes comunidades o barrios:
- Barrio Garabito
- Barrio La Fabiola
- Barrio Las Tennis
- Barrio León XIII (centro)
- Barrio El Progreso
- Barrio Cuatro Reinas (comparte con Colima)

## Demografía
El distrito se caracteriza por ser la entidad subnacional con mayor densidad de población en Costa Rica. Es considerado como una comunidad pobre, un barrio urbano-marginal o de riesgo social, y que sufre de situaciones de inseguridad ciudadana, hacinamiento y problemáticas sociales.

## Concejo de distrito
El concejo de distrito de León XIII vigila la actividad municipal y colabora con los respectivos distritos de su cantón. También está llamado a canalizar las necesidades y los intereses del distrito, por medio de la presentación de proyectos específicos ante el Concejo Municipal. El presidente del concejo del distrito es el síndico propietario del partido Unidad Social Cristiana, Mauricio Murillo Jaubert.